# 所罗门·贝雷瓦
所罗门·贝雷瓦（英語：Solomon Berewa，1938年8月6日—2020年3月5日），塞拉利昂政治人物，前副总统（2002年－2007年）。

## 生平
1938年生于博城区。毕业于纽卡斯尔大学。1996年在艾哈邁德·泰詹·卡巴政府中担任总检察长兼司法部长。1997年5月军人政变后逃离海外。1998年卡巴重新执政后，贝雷瓦再次出任总检察长兼司法部长。2002年5月至2007年9月担任副总统。2005年9月，贝雷瓦以高票当选塞拉利昂人民党领导人和2007年塞拉利昂总统候选人。
在2007年8月11日举行的第一轮总统选举投票中，贝雷瓦以38.3％的选票位居第二，仅次于获得44.3％选票的科罗马。在2007年9月的第二轮总统选举投票中，贝雷瓦以45.4％的选票位居第二，败于得票率54.6％的科罗马。贝雷瓦当场认输。
2007年10月17日，贝雷瓦辞去塞拉利昂人民党领导人职务。2020年3月5日逝世。